# Вяцковичі
Вяцковичі (пол. Więckowice) — село на Закерзонні, у Польщі, у гміні Розвинниця Ярославського повіту Підкарпатського воєводства.
Населення — 217 осіб (2011).

## Розташування
Знаходиться в західній частині Надсяння. Розташоване на відстані 4 км на південь від адміністративного центру ґміни Розвинниці, 14 км на південний захід від повітового центру Ярослава і 44 км на схід від воєводського центру Ряшева.

## Історія
У 1450 р. король Казимир IV Ягеллончик закріпачив Вяцковичі за німецьким правом.
Церква у селі згадується в 1507 р.
За податковим реєстром 1515 р. — у володінні Гербурта, були 3 лани (коло 75 га) оброблюваної землі.
За податковим реєстром 1589 р. село у володінні Христофора Отвиновського, було 3 і 1/2 лану (коло 87 га) оброблюваної землі, піп, 1 загородник без земельної ділянки, 1 коморник з тягловою худобою і 1 без неї. До 1772 року Вяцковичі входили до складу Перемишльської землі Руського воєводства Королівства Польського.
Відповідно до «Географічного словника Королівства Польського» в 1880 р. Вяцковичі знаходились у Ярославському повіті Королівства Галичини і Володимирії, були 31 будинок і 190 мешканців, загалом 109 римо-католиків, 67 греко-католиків і 14 євреїв. Українці-грекокатолики належали до парафії Порохник Порохницького деканату Перемишльської єпархії. На той час унаслідок півтисячоліття латинізації та полонізації українці лівобережного Надсяння опинилися в меншості.
Після розпаду Австро-Угорщини і утворення 1 листопада 1918 р. Західноукраїнської Народної Республіки Вяцковичі разом з усім Надсянням були окуповані Польщею в результаті кривавої війни. Вяцковичі входили до Ярославського повіту Львівського воєводства. Українці-грекокатолики належали до парафії Порохник Порохницького деканату Перемишльської єпархії.
16 серпня 1945 року Москва підписала й опублікувала офіційно договір з Польщею про встановлення лінії Керзона українсько-польським кордоном. Українці не могли протистояти антиукраїнському терору після Другої світової війни. Частину добровільно-примусово виселили в СРСР. Решта українців попала в 1947 році під етнічну чистку під час проведення Операції «Вісла» і була депортована на понімецькі землі у західній та північній частині польської держави, що до 1945 належали Німеччині.
У 1975—1998 роках село належало до Перемишльського воєводства.

## Демографія
Демографічна структура станом на 31 березня 2011 року:
|          | Загалом | Допрацездатний вік | Працездатний вік | Постпрацездатний вік |
| -------- | ------- | ------------------ | ---------------- | -------------------- |
| Чоловіки | 104     | 21                 | 65               | 18                   |
| Жінки    | 113     | 22                 | 63               | 28                   |
| Разом    | 217     | 43                 | 128              | 46                   |